# Aleida Guevara

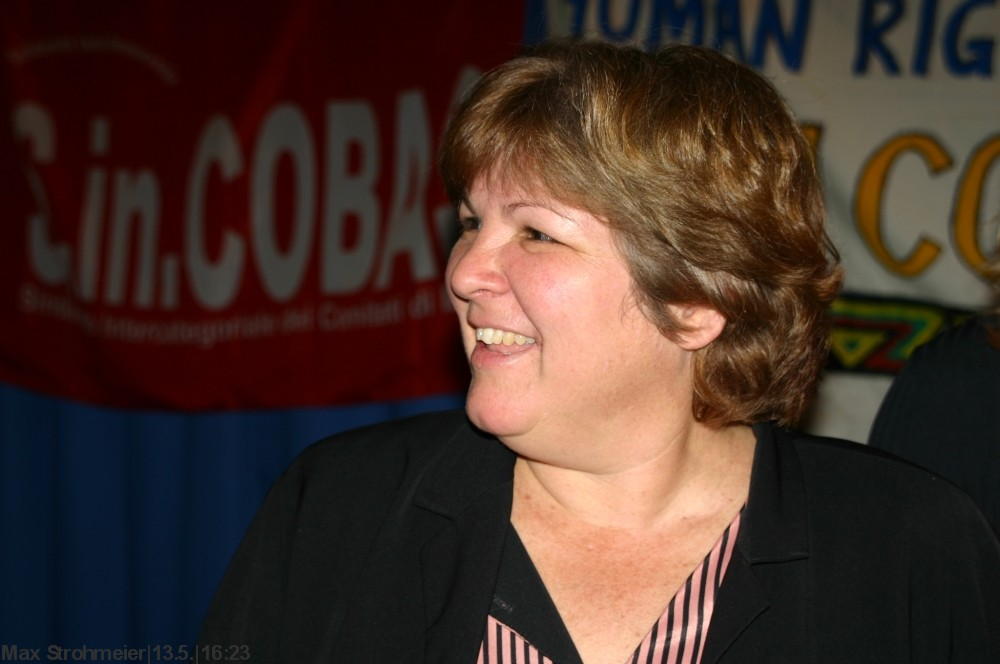
Aleida Guevara bei einer Veranstaltung im Mai 2006 anlässlich des Alternativen Lateinamerika-Gipfels in Wien.

Aleida Guevara March [aˈlɛjda ɣeˈβaɾa] (* 17. November 1960 in Havanna, Kuba) ist eine kubanische Politikerin, Kinderärztin und Tochter des berühmten argentinisch-kubanischen Revolutionärs Ernesto „Che“ Guevara und dessen zweiter Frau Aleida March de la Torre. Sie gilt heute als die Sprecherin der Familie Guevara.

## Leben
Aleida Guevara wurde 1960 in Havanna geboren, wo sie heute noch lebt. Ihr Vater ist der kubanische Revolutionär und Volksheld Che Guevara. Auch ihre Mutter, Aleida March, war Mitglied der Bewegung des 26. Juli. Aleida Guevara March ist das älteste der vier Kinder des Paares Guevara March. Ihre Geschwister sind:
- Camilo (* 20. Mai 1962; † 29. August 2022; Dokumentar)
- Celia (* 14. Juni 1963; kubanisch-argentinische Meeresbiologin)
- Ernesto (* 24. Februar 1965; Rechtsanwalt und Touristik-Unternehmer)

Sie hat noch eine Halbschwester aus der ersten Ehe ihres Vaters mit der peruanischen Ökonomin Hilda Gadea (1924–1974): Hilda „Hildita“ Beatriz Guevara Gadea (* 15. Februar 1956 in Mexiko-Stadt, † 21. August 1995 in Havanna). Hilda und Hildita lebten ab 1959 auch in Havanna. Che Guevara nahm Hildita regelmäßig mit in seine neue Familie.
Hauptberuflich ist Aleida Guevara March Kinderärztin im William Soler Kinderspital, früher war sie auch in Angola, Ecuador and Nicaragua im Einsatz. Sie ist Mitglied und Aktivistin der Kommunistischen Partei Kubas (PCC). Bei Veranstaltungen und Konferenzen im Ausland repräsentiert sie diese. Sie und ihr Bruder Camilo Guevara pflegten ein enges, legeres Verhältnis zum ehemaligen Staatschef Fidel Castro. Nach eigenen Aussagen hat sie „blinden Glauben“ an die kubanische Regierung.
Guevara ist Mutter zweier Töchter.

## Veröffentlichungen
- Chávez. Un hombre que anda por ahí. Ocean Sur, 2005 (Interview mit Hugo Chávez), ISBN 978-1-920888-22-0 (spanisch)
- MST. Simiente de la vida y la esperanza. Ocean Sur, 2008 (Interview mit dem Ideologen der brasilianischen Landlosen-Bewegung), ISBN 978-1-921438-09-7 (spanisch)
- Ausencia Presente, 2007 (Dokumentarfilm, Gespräch über ihre Erinnerungen an ihren Vater), ISBN 978-1-920888-76-3 (spanisch)
- Chávez, Venezuela y la nueva América Latina, 2007 (Dokumentarfilm, Interview mit Hugo Chávez), ISBN 978-1-920888-50-3 (spanisch)